# 15583 Hanick
A 15583 Hanick (ideiglenes jelöléssel 2000 GM74) a Naprendszer kisbolygóövében található aszteroida. A LINEAR projekt keretében fedezték fel 2000. április 5-én.